# Retten i Fjerritslev
Retten i Fjerritslev var en byret i Nordjylland med sæde i Fjerritslev. Retskredsen dækkede kommunerne Løgstør, Brovst og Fjerritslev. Retten i Fjerritslev blev nedlagt d. 31. december 2006.

## Administrativ historik
Fjerritslev Retskreds udsprang af den gamle Øster og Vester Han Herreds Retskreds, som i 1956 havde skiftet navn til Retten i Fjerritslev. Den moderne retskreds så dagens lys med retsreformen i 1972, der betød at man overførte de fem sogne på Hannæs (Arup, Vesløs, Øsløs, Tømmerby og Lild) til Thisted Retskreds, mens Løgstør Kommune kom ind under Fjerritslev. Det betød, at retskredsen fra 1. april 1973 bestod af kommunerne Løgstør, Brovst og Fjerritslev.
Retten i Fjerritslev havde hjemme i tinghuset fra 1910.
Byretten blev nedlagt ifbm. politi- og domstolsreformen pr. 1. januar 2007. Brovst og Fjerritslev kommuner blev som Jammerbugt Kommune lagt under Hjørring Retskreds, mens Løgstør Kommune som en del af Vesthimmerlands Kommune lagt til Aalborg Retskreds.

## Retspræsidenter
- Hjælp med at udfylde dette afsnit.